# Moulay Driss Kandoussi
Pour les articles homonymes, voir Moulay Driss Sadaqa.
Moulay Driss Kandoussi (Sadaqa Driss ben El-Mahi) est un militant nationaliste marocain membre du parti de l'Istiqlal, né en 1906 à Meknès et mort à Casablanca le 12 octobre 1993. 

## Biographie
Il grandit à Meknès et part s’installer à Kénitra vers 1930, c’est là où il prend position et rencontre Sidi Mchich El-Alami.
Il relaie les informations entre Kénitra et Fès, sous couverture de son poste de conducteur d’autocar pour la compagnie Transports Clément (il sera surnommé "le facteur" par les autres nationalistes).
Il rejoint le parti Comité d’Action Marocaine (Kutlat al Âmal al Watani) en 1933 et faisait partie de la cellule de Kénitra constituée de plusieurs militants nationalistes dont Jilali Bennani et ses deux fils Mohamed et Mhamed, Mohamed Diouri, Abelkader Berrada, Mohammed Zerhouni, Larbi Doukkali et Ahmed Bendella.
Arrêté lors de la grande manifestation du 27 octobre 1937 (Zaouia Tijania), on le condamna à 2 ans de prison qu’il écoula en compagnie d’autres parmi lesquels Sidi Mchich El-Alami, Mohammed Diouri, Jilali Bennani et ses fils Mohammed et Mhamed, Hmido Berrada, Abdelkader Berrada, Bouchta Jamaï, Ahmed Bendella, Adelhak Bel-Bachir et fut interdit de séjour à Kénitra et exilé à Fès.

Entre 1939 et 1943, il est membre du premier mouvement national de la Koutla nationale, du Parti national et du Parti de l'Istiqlal en compagnie Abdelaziz Bendriss Amraoui, Mohammed Benabdellah et Larbi Tsouli.

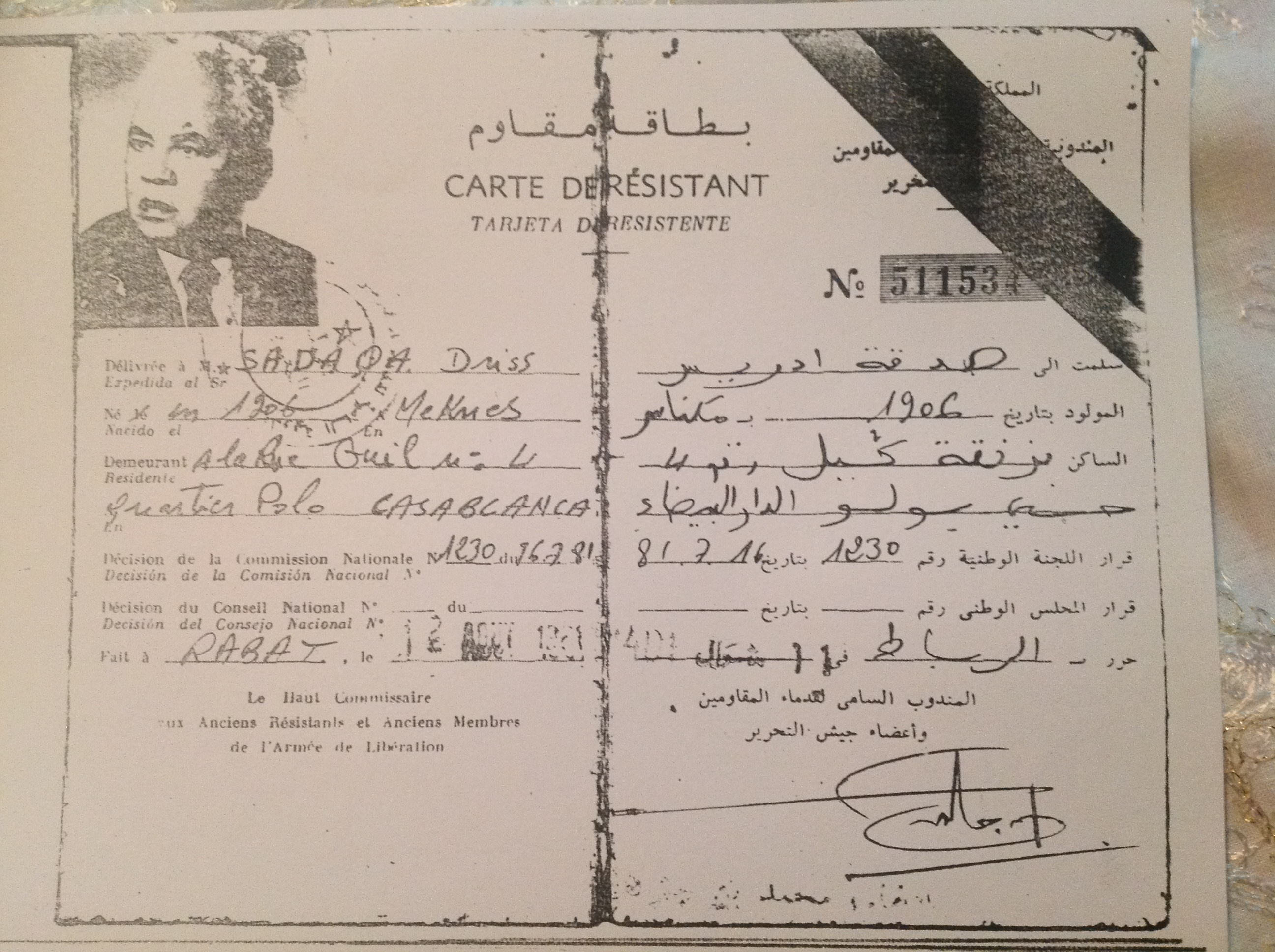

Dès 1943, il s’installe à Rabat et rejoint Mehdi Benbarka, Moulay Mustapha El-Alaoui, Benaissa Hakam, Abderrahim Guedira dans un groupe appelé « les soldats inconnus », sous les ordres de Mehdi Benbarka, il remplissait 12 sacs chaque semaine contenant des informations qu’il remettait à El Hachemi El Filali à Casablanca et à Haj Ahmed Mekouar à Fès l’encre et le papier formant les missives étaient achetés par Bennacer Harakat sous couvert de la C.G.T auprès de la société Continental jusqu’en 1946 à l’apparition du journal Al Alam.
Recherché par les autorités du Protectorat, il change son patronyme de Kandoussi à Sadaqa. 
Il fut emprisonné à de nombreuses reprises en 1944 lors de la grande manifestation de Salé, puis en 1952 à Rabat, il rejoint l’organisation secrète « la main noire »en compagnie de Mohammed Tazi, Abdelkrim Ben Larbi et Lahcen Zaim. En 1954, il fut arrêté pour détention d’armes et condamné à deux ans. Il est libéré à la suite de la reconnaissance d’indépendance. 
Il fut reçu le 20 mars 1956 au palais royal à la tête de la délégation des ex-détenus nationalistes, et présente ses condoléances au roi Mohammed V pour la perte de sa mère Lalla Yacout.
Il s’installe à Casablanca en 1957 où il est mandataire au marché de gros jusqu’en 1970. Il occupe le poste de conseiller de la 32e circonscription (Bachkou) de l'arrondissement du Maârif de 1983 à 1992.

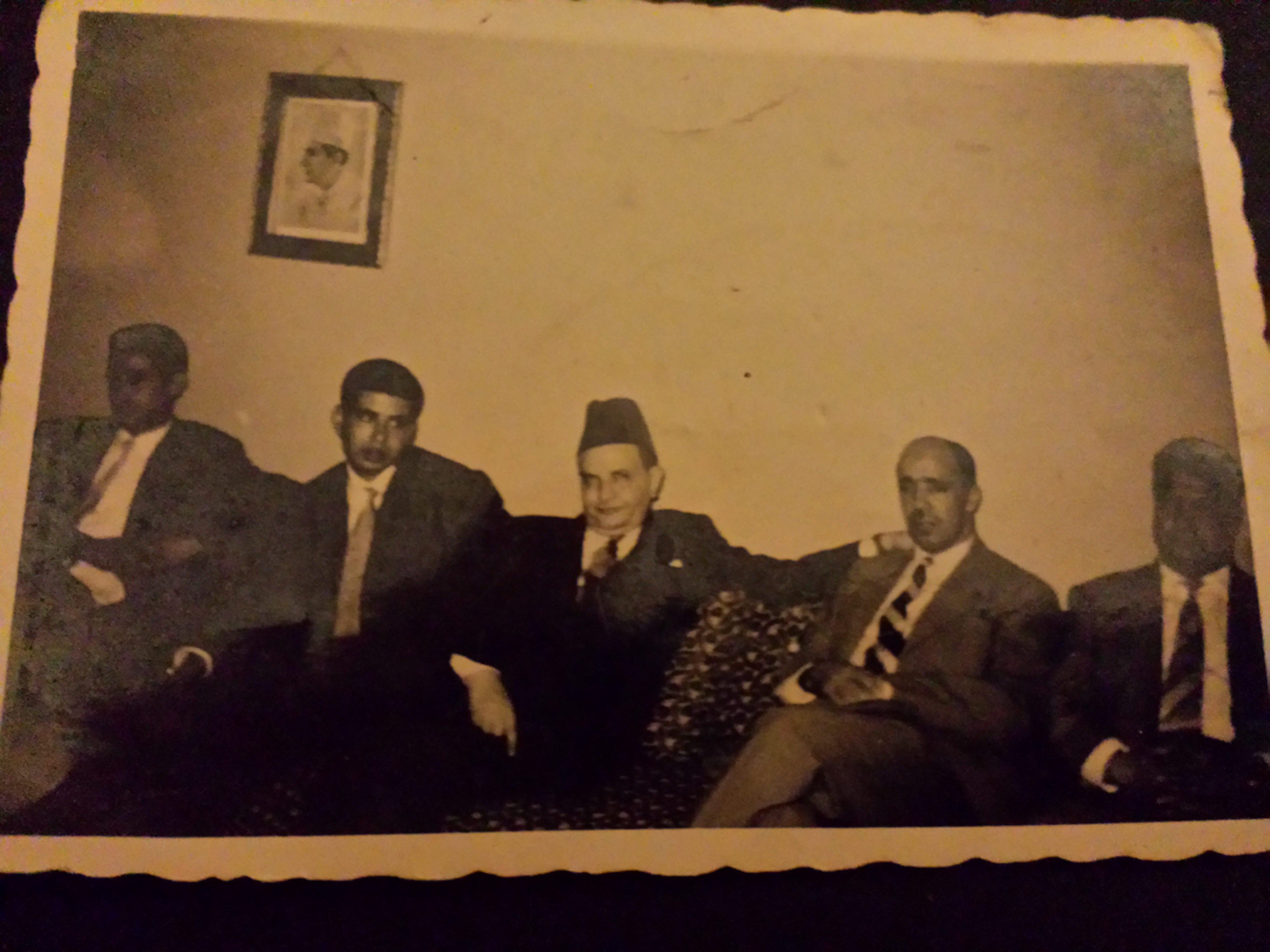
Moulay Driss Kandoussi, Allal El Fassi, Aboubakr Elkadiri et nationalistes
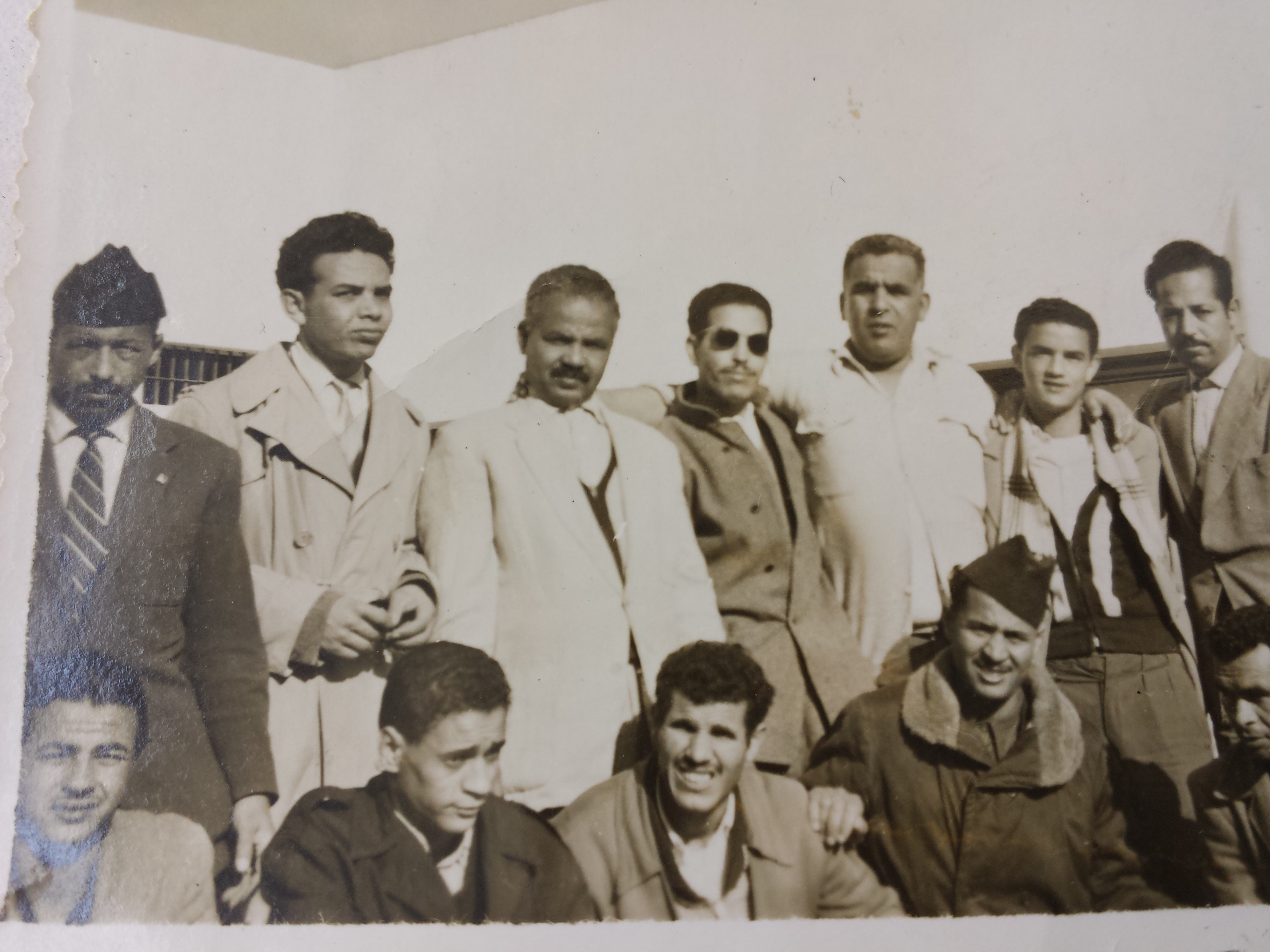
Moulay Driss Kandoussi et les nationalistes à la prison de Kénitra
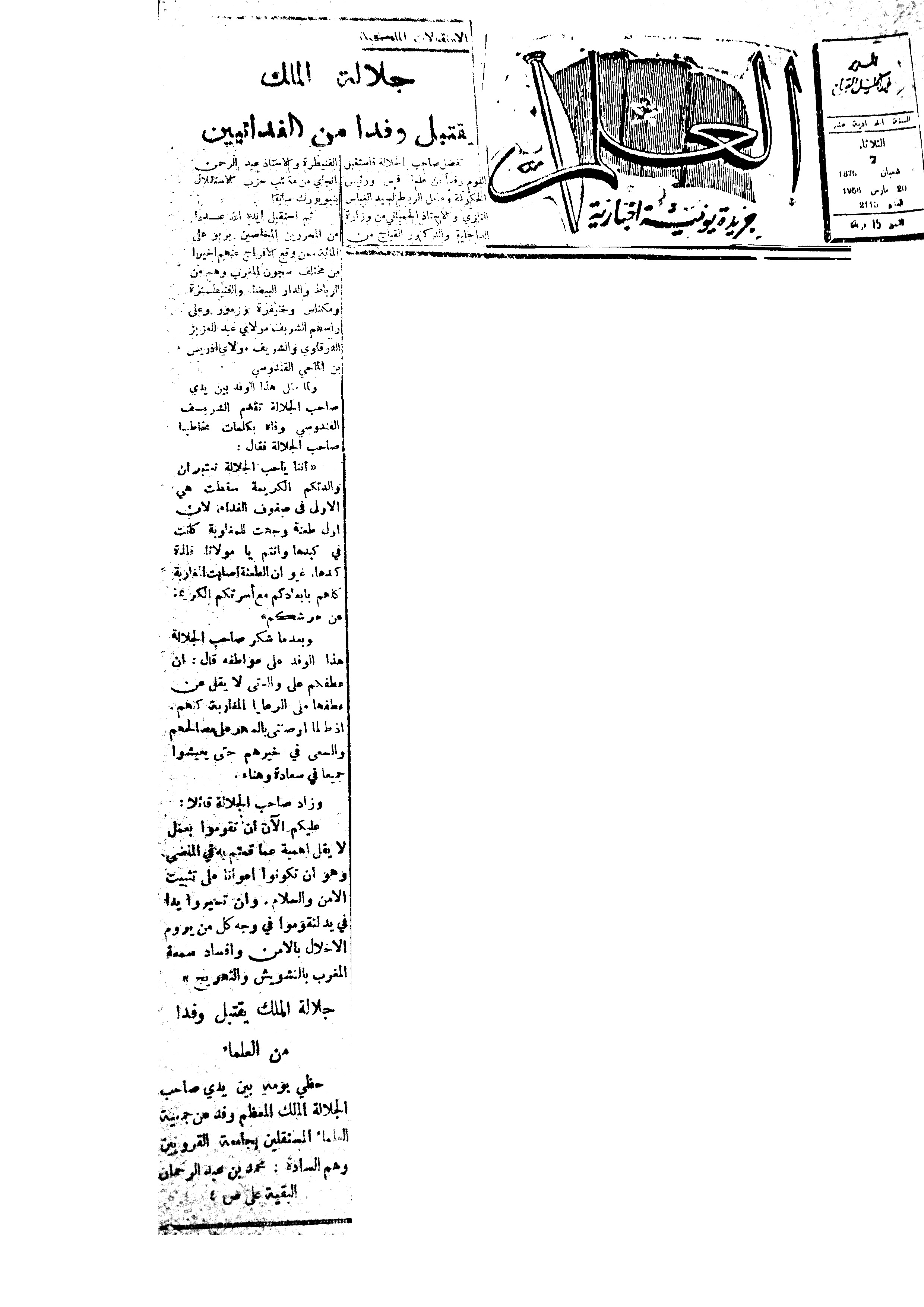